# Синельников, Игорь Захарович
Игорь Захарович Синельников (11 марта 1942, Тбилиси — 1 мая 2020, Москва) — один из первых и сильнейших сёгистов в России, 1 дан ФЕСА. 
С 2010 по 2020 год был президентом объединения сёгистов России, НП «Сёги»; с 2020 года его преемником стал Александр Калёнов.
На 1 января 2014 года занимал 4-ю позицию в российском и 47-ю в европейском ФЕСА-листе.

## Биография
В 1960 году окончил Астраханский Рыбный техникум по профессии «промышленное рыболовство». Играть в сёги научился в 1973 году на японском рыболовном судне. В сезон 1974—75 года, выйдя на японском китобое в Антарктику в качестве переводчика с японского языка, регулярно играл с капитаном (любителем сёги) в сёги и шахматы, причём на обратном пути уверенно выигрывал в обе игры.
В 1980-е годы регулярно играл в сёги с группой российских сёгистов с Камчатки.
В 2003 году, живя в Москве, узнал о существовании российских клубов сёги и с тех пор принимал активное участие в российских турнирах и акциях по распространению сёги в России.

## Шахматы
В западные шахматы Синельников играл с 6 лет, достигнув уровня кандидата в мастера спорта. Живя в 1990—95 годы в Японии, регулярно играл в шахматы с японскими шахматистами; в 1994 году попал в состав олимпийской сборной Японии по шахматам (победив в отборочном турнире), но отказался участвовать в олимпиаде за Японию по идеологическим соображениям.
Однако, научившись играть в сёги, со временем переключился на них, полюбив их больше шахмат.

## Разряды
- 2004: 8 кю ФЕСА
- 2005: 4 кю
- 2008: 3 кю
- 2009: 2 кю
- 2012: 1 кю
- 2015: 1 дан[6]

## Турнирные результаты
- 2005: Победитель квалификационного этапа Чемпионата России по сёги
- 2007: III место на Moscow Shogi Open
- 2008: II место на Первенстве Москвы по сёги
- 2008: Победитель российского этапа Международного форума сёги (Санкт-Петербург)
- 2009: Чемпион Moscow Shogi Open
- 2010, 2011: II место на Moscow Shogi Open
- 2010, 2012: III место на Кубке японского посла по сёги (Москва)
- 2011, 2012: III место на Кубке России по сёги (Суздаль)
- 2011: II место на Кубке японского генконсула по сёги (Санкт-Петербург)
- 2011: Чемпион Кубка Украины по сёги (Киев)
- 2012: II место на Чемпионате России по сёги.
- 2012: 1/4 финала в чемпионате Европы по сёги (Краков)
- 2013: III место на Чемпионате России по сёги.
- 2014: III место в Кубке Москвы по сёги
- 2015: II место на Moscow Shogi Open
- 2016: Чемпион Кубка Москвы по сёги
- 2017: III место в отборочном этапе Международного форума сёги[7].